# Anna Christensen
Anna Barbro Christensen, född 9 januari 1936, död 26 mars 2001, var en professor i juridik i Lund. Christensen blev år 1976 Sveriges första kvinnliga juridikprofessor.